# Joris Harmsen
Joris Harmsen, né le 26 novembre 1992, est un coureur cycliste néerlandais, spécialiste du BMX.

## Palmarès en BMX

### Jeux olympiques
- Tokyo 2021

### Championnats du monde
- Zolder 2015
  - 15e du championnat du monde de BMX

### Coupe du monde
- 2020 : 25e du classement général
- 2021 : 43e du classement général

### Coupe d'Europe
- 2014 : 8e du classement général
- 2015 : 1er du classement général
- 2017 : 2e du classement général, vainqueur de deux manches
- 2018 : 1er du classement général, vainqueur de deux manches
- 2019 : vainqueur de deux manches

### Championnats des Pays-Bas
- 2014
  - 3e du championnat des Pays-Bas de BMX
- 2015
  - 3e du championnat des Pays-Bas de BMX
- 2016
  - 2e du championnat des Pays-Bas de BMX
- 2018
  - 2e du championnat des Pays-Bas de BMX